# Binyamina-Guivat Ada
Binyamina-Givat Ada (en hebreu: בנימינה-גבעת עדה) és un consell local del districte de Haifa d'Israel. Fou fundat el 2003 fusionant dos municipis: Binyamina i Guivat Ada. Es troba entre Haifa i Netanya, a prop de la costa mediterrània.
Es tracta d'una zona agrícola, on predomina el cultiu de la vinya. La majoria de pobles i comunitats de la regió foren fundades a principis del segle xx gràcies al finançament del baró Edmond de Rothschild.

## Vegeu
- Binyamina
- Guivat Ada